# Scrophularia papyracea
Scrophularia papyracea är en flenörtsväxtart som beskrevs av Farideh Attar. Scrophularia papyracea ingår i släktet flenörter, och familjen flenörtsväxter. Inga underarter finns listade i Catalogue of Life.